# Moorslede
Moorslede là một đô thị ở tỉnh Tây Flanders. Đô thị này gồm các thị trấn Dadizele and Moorslede proper. Tại thời điểm ngày 1 tháng 1 năm 2006, Moorslede có dân số 10.618 người. Tổng diện tích là 35,34 km² với mật độ dân số là 300 người trên mỗi km².
Moorslede là nơi đăng cai giải World Cycling Championship 1950, Briek Schotte đoạt giải nhất.